# University College (Université de Toronto)
Pour les articles homonymes, voir University College.

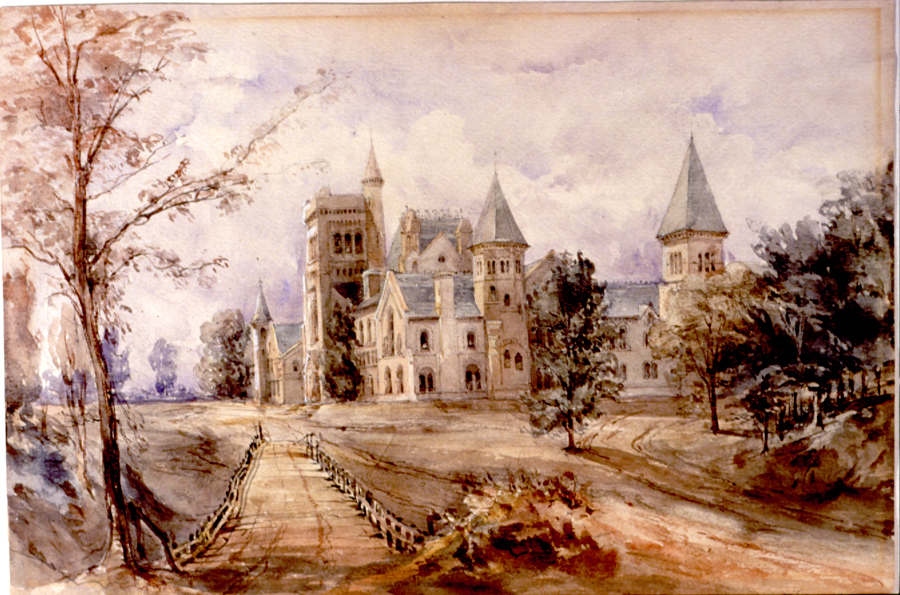
Peinture de University College par Sir Edmund Walker, autour de 1859.

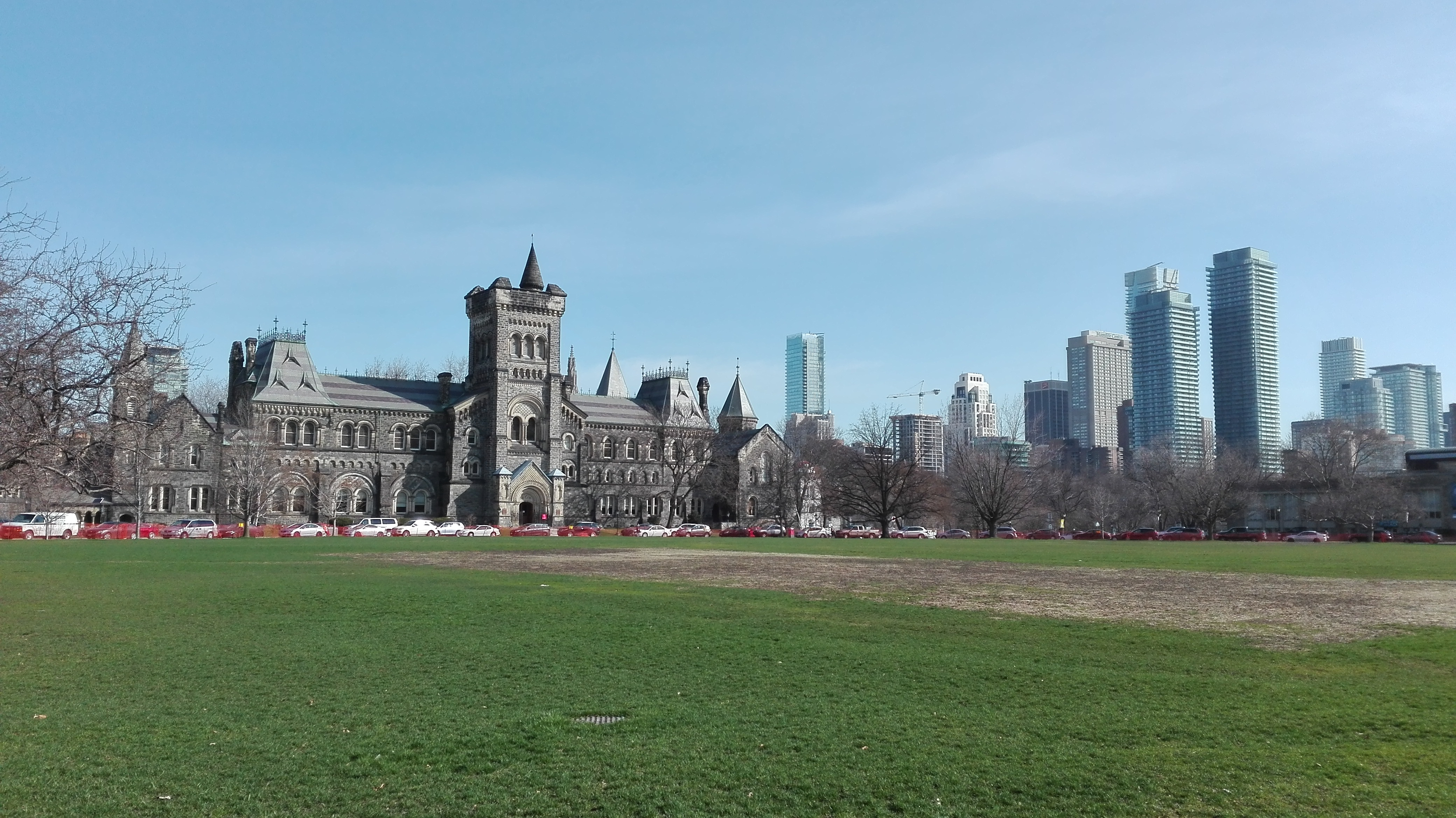
University College en avril 2017.

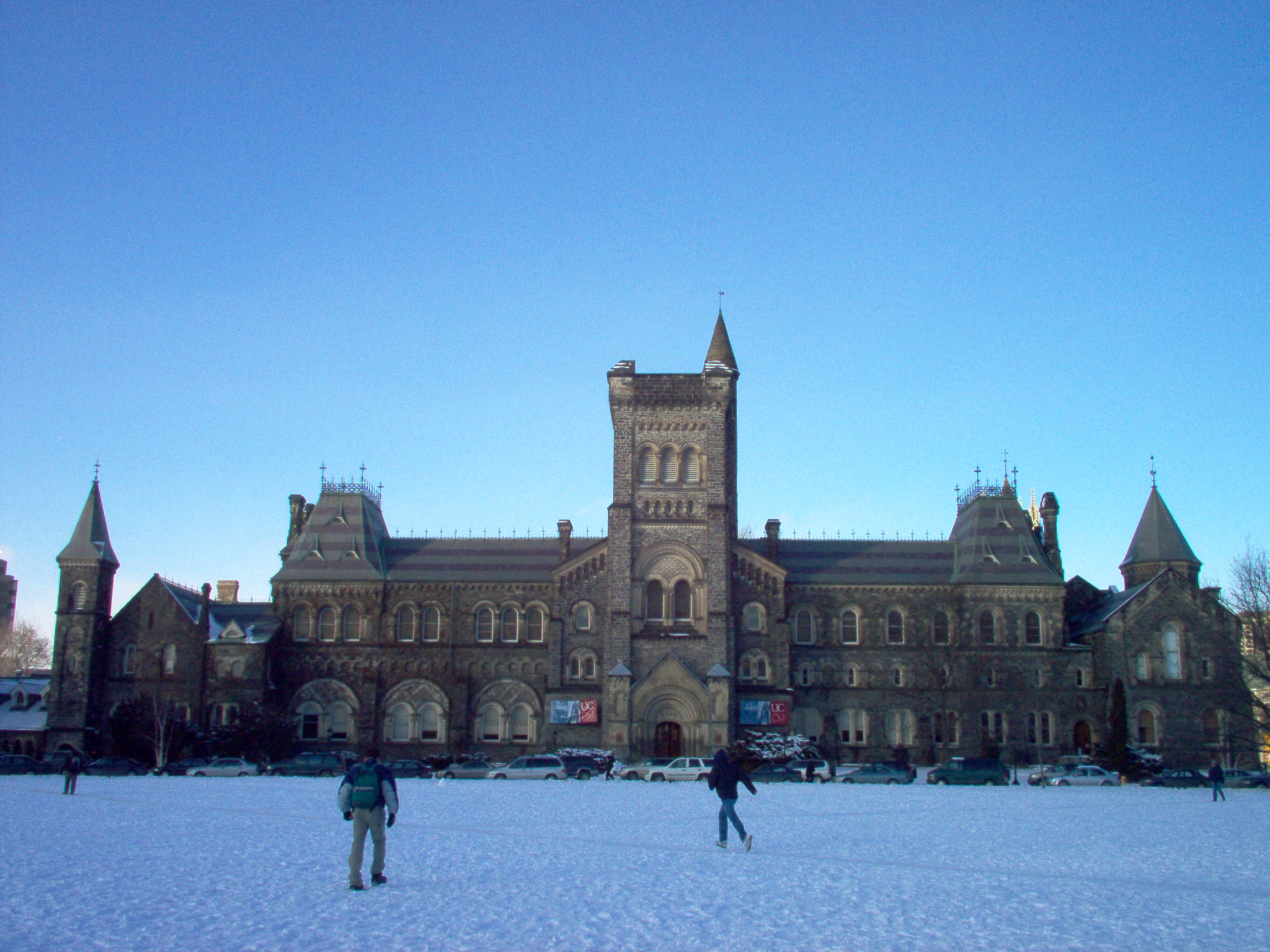
University College en hiver.

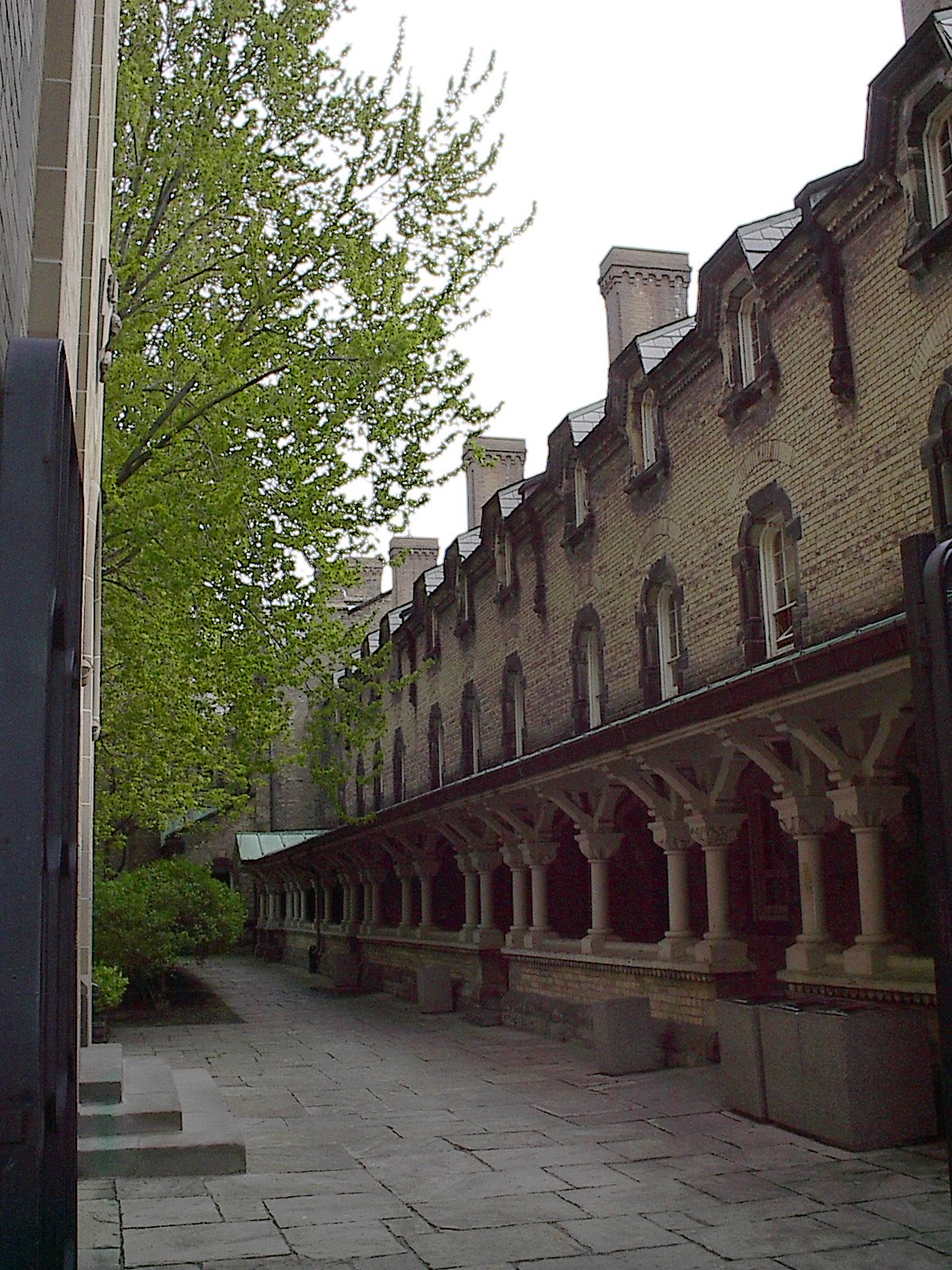
La cour intérieure du collège.

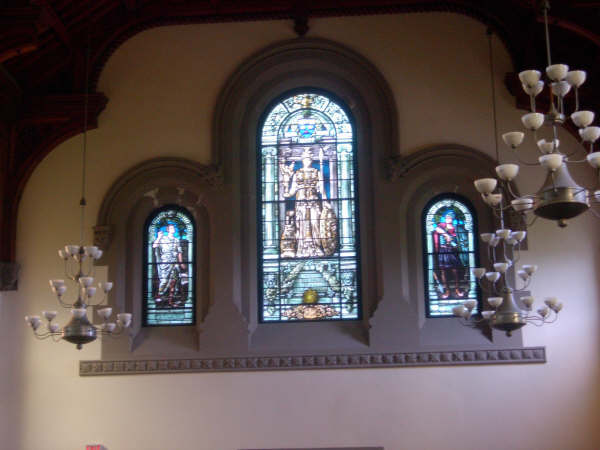
Vitrail à l'intérieur de University College

University College (UC en abrégé) est un des collèges constitutifs de l'université de Toronto. Il a été fondé en 1853 sous le nom de Provincial College (« le collège provincial »), un établissement d'enseignement supérieur laïc.
University College accueille aujourd'hui 4 100 étudiants et 100 professeurs. Le bâtiment qui l'héberge, construit en 1856-1857 par Frederic Cumberland et William G. Storm, est reconnu comme un Lieu historique national par le gouvernement du Canada, comme plusieurs autres à l'université de Toronto.
Sa devise est « Promoting and Celebrating Diversity » (« Promouvoir et célébrer la diversité »).

## Enseignement
University propose ses propres cours et programmes au sein de l'université. Parmi les domaines proposés, on trouve les études autochtones, les sciences cognitives et l'intelligence artificielle, la santé, les études sur la paix et les conflits, le théâtre, les études canadiennes ou la diversité sexuelle, ainsi que des cours d'introduction aux mathématiques, à la physique ou à l'architecture pour non-spécialistes.
Une grande partie des cours de ces programmes sont offerts à tous les étudiants de UC, ou d'autres collèges via la faculté d'arts et de sciences.
University héberge également le Centre Trudeau d’études sur la paix et les conflits et le Centre d'études sur la diversité sexuelle, qui sont des centres d'enseignement et de recherche.

## Résidence
Les trois bâtiments de la résidence d'University peuvent accueillir 600 étudiants. L'hébergement est entièrement mixte, bien qu'à l'origine Whitney Hall était destiné aux filles et la résidence Sir Daniel Wilson aux garçons. Une troisième résidence de 270 places est venu compléter les deux autres en 2005 : Morrisson Hall.
La résidence de University est très demandée pour plusieurs raisons : la plupart des chambres y sont individuelles, les principaux bâtiments de l'université sont à deux pas et la communauté est réputée pour être tolérante.
Les étudiants résidant hors du campus peuvent participer à la vie de la résidence en devenant membres associés d'une des maisons.

## Représentation étudiante
University College est le premier collège canadien à s'être doté d'une structure de représentation étudiante démocratique. Les étudiants undergraduate (de premier cycle) y sont représentés par la UC Literary and Athletic Society (Société littéraire et athlétique de University College), surnommée « Lit. », fondée en 1854.

## Sources
- (en) Cet article est partiellement ou en totalité issu de l’article de Wikipédia en anglais intitulé « University College, University of Toronto » (voir la liste des auteurs).